# Unione Sportiva Castrovillari Calcio 1999-2000
Questa voce raccoglie le informazioni riguardanti l'Unione Sportiva Castrovillari Calcio nelle competizioni ufficiali della stagione 1999-2000.

## Rosa
| N. |                   | Ruolo | Calciatore                  |
| -- | ----------------- | ----- | --------------------------- |
|    | Italia (bandiera) | D     | Salvatore Beccaria          |
|    | Italia (bandiera) | A     | Antonio Borrotzu            |
|    | Italia (bandiera) | C     | Michele Cazzarò             |
|    | Italia (bandiera) | d     | Antonio Chiappetta          |
|    | Italia (bandiera) | D     | Agatino Alessandro Chiavaro |
|    | Italia (bandiera) | A     | Francesco Cominotto         |
|    | Italia (bandiera) | A     | Francesco Covelli           |
|    | Italia (bandiera) | A     | Gianfranco Criniti          |
|    | Italia (bandiera) | C     | Roberto De Luca             |
|    | Italia (bandiera) | C     | Gennaro Delvecchio          |
|    | Italia (bandiera) | C     | Giuseppe Dima Ruggiano      |
|    | Italia (bandiera) | D     | Giovanni Domma              |
|    | Italia (bandiera) | D     | Massimo Drago               |

| N. |                   | Ruolo | Calciatore         |
| -- | ----------------- | ----- | ------------------ |
|    | Italia (bandiera) | C     | Adriano Fiore      |
|    | Italia (bandiera) | A     | Tommaso Iannicelli |
|    | Italia (bandiera) | C     | Lorenzo Intreri    |
|    | Italia (bandiera) | A     | Antonio Martino    |
|    | Italia (bandiera) | D     | Marco Martino      |
|    | Italia (bandiera) | A     | Ivano Montanaro    |
|    | Italia (bandiera) | A     | Roberto Novello    |
|    | Italia (bandiera) | C     | Luca Perrotta      |
|    | Italia (bandiera) | P     | Francesco Spingola |
|    | Italia (bandiera) | D     | Gianluca Torma     |
|    | Italia (bandiera) | P     | Cristian Tosti     |
|    | Italia (bandiera) | D     | Alessandro Ubaldi  |